# Chronologie der englischen Kinder- und Jugendliteratur
Diese Chronologie der englischen Kinder- und Jugendliteratur soll einen Überblick über wichtige Ereignisse in der Geschichte der Kinder- und Jugendliteratur Englands bieten.
Erfasst sind vor allem Veröffentlichungen wichtiger Kinder- und Jugendbücher, d. h. von Büchern, die entweder vom Publikum, von der Buchkritik oder von der Literaturwissenschaft stark beachtet worden sind. Unter der Bezeichnung „Kinder- und Jugendbücher“ werden dabei nicht nur solche Arbeiten verstanden, die von vornherein für junge Leser gedacht waren, sondern auch „kind-“ und „jugendgerechte“ Bearbeitungen von Büchern, die ursprünglich für andere Zielgruppen geschrieben worden sind.
Berücksichtigt sind daneben auch Einzelereignisse aus dem Gesamtumfeld der englischen Kinder- und Jugendliteratur wie z. B. die Gründung wichtiger Kinderbuchverlage oder die Stiftung von Literaturpreisen.

## 1700–1780: Klassizismus und Aufklärung
- 1715 – Isaac Watts: Divine Songs
- 1730 – Thomas Boreman: A Description of Three Hundred Animals
- 1730 – Thomas Boreman: The Gigantick History of the Two Famous Giants
- 1744 – John Newbery: A Little Pretty Pocket-Book
- 1749 – Sarah Fielding: The Governess, or The Little Female Academy
- 1765 – Anonym: The History of Little Goody Two-Shoes
- 1768 – Christopher Smart: The Parables of Our Lord and Saviour Jesus Christ
- 1771 – Christopher Smart: Hymns for the Amusement of Children
- 1778–79 – Anna Laetitia Barbauld: Lessons for Children
- 1780 – Sarah Trimmer: An Easy Introduction to the Knowledge of Nature

## 1780–1837: Romantik
- 1781 – Anna Laetitia Barbauld: Hymns in Prose for Children
- 1783 – Dorothy Kilner: The Life and Perambulation of a Mouse
- 1783 – Ellenor Fenn: Cobwebs to Catch Flies
- 1783–89 – Thomas Day: The History of Sandford and Merton
- 1784 – Dorothy Kilner: Anecdotes of a Boarding School
- 1784 – Ellenor Fenn: The Female Guardian
- 1786 – Sarah Trimmer: A Description of a Set of Prints of Scripture History
- 1786 – Sarah Trimmer: Fabulous Histories
- 1788 – Thomas Day: The History of Little Jack
- 1788 – Mary Wollstonecraft: Original Stories from Real Life
- 1794–98 – John Aikin, Anna Laetitia Barbauld: Evenings at Home
- 1796 – Maria Edgeworth: The Parent's Assistant
- 1798 – Edward Kendall: Keeper’s Travels in Search of His Master
- 1799 – Dorothy Kilner: The Rational Brutes
- 1801 – Maria Edgeworth: Moral Tales for Young People
- 1814 – Mary Martha Sherwood: The History of Little Henry and his Bearer
- 1818, 1842, 1847 – Mary Martha Sherwood: The History of the Fairchild Family
- 1822–1837 – Mary Martha Sherwood: The History of Henry Milner
- 1836 – Frederick Marryat: Mr Midshipman Easy

## 1837–1901: Viktorianische Zeit
- 1841 – Frederick Marryat: Masterman Ready, or Wreck in the Pacific
- 1844 – Frederick Marryat: Settlers in Canada
- 1851 – John Ruskin: The King of the Golden River
- 1854 – Charlotte Mary Yonge: The Little Duke
- 1854 – William Makepeace Thackeray: The Rose and the Ring
- 1855 – Charlotte Mary Yonge: The Lances of Lynwood
- 1855 – Charles Kingsley: Westward Ho!
- 1856 – Charlotte Mary Yonge: The Daisy Chain
- 1857 – Thomas Hughes: Tom Brown's Schooldays
- 1858 – Frederic W. Farrar: Eric, or, little by little
- 1859 – William Henry Giles Kingston: The South Sea Whaler
- 1861 – Thomas Hughes: Tom Brown at Oxford
- 1862 – Charlotte Mary Yonge: Countess Kate
- 1862 – Frederic W. Farrar: St. Winifred's, or, The World of School
- 1862/1885 – Juliana Horatia Ewing: Melchior's Dream and Other Tales
- 1863 – Charles Kingsley: Die Wasserkinder (The Water-Babies)
- 1865 – Lewis Carroll: Alice im Wunderland (Alice's Adventures in Wonderland)
- 1865 – William H. G. Kingston: The Young Rajah
- 1866 – Charlotte Mary Yonge: The Prince and the Page
- 1869 – Juliana Horatia Ewing: Mrs. Overtheway's Remembrances
- 1871 – George MacDonald: At the Back of the North Wind
- 1871 – Lewis Carroll: Alice hinter den Spiegeln (Through the Looking-Glass, and What Alice Found There)
- 1871 – Edward Lear: The Owl and the Pussycat
- 1872 – Juliana Horatia Ewing: A Flat Iron for a Farthing
- 1872 – George MacDonald: The Princess and the Goblin
- 1873 – William H. G. Kingston: The Three Midshipmen
- 1874 – Juliana Horatia Ewing: Lob Lie-by-the-fire
- 1875 – Tom Hood: From Nowhere to the North Pole
- 1875 – Juliana Horatia Ewing: Six to Sixteen
- 1876 – Juliana Horatia Ewing: Jan of the Windmill
- 1876 – Lewis Carroll: The Hunting of the Snark
- 1877 – Juliana Horatia Ewing: A Great Emergency
- 1877 – Ennis Graham, Walter Crane: The Cuckoo Clock
- 1879 – Juliana Horatia Ewing: Jackanapes
- 1881 – Juliana Horatia Ewing: Daddy Darwin's Dovecoat
- 1881 – Talbot Baines Reed: The Fifth Form at St. Dominic’s
- 1883 – George MacDonald: The Princess and Curdie
- 1884 – George Alfred Henty: By Sheer Pluck, A Tale of the Ashanti War
- 1884 – Juliana Horatia Ewing: Mary's Meadow
- 1884 – G. A. Henty: With Clive in India
- 1885 – Juliana Horatia Ewing: The Story of a Short Life
- 1886 – L. T. Meade: A World of Girls
- 1888 – Oscar Wilde: The Happy Prince and Other Stories
- 1889 – Frances E. Crompton: Friday's Child
- 1889ff – Andrew Lang: Andrew Lang's Fairy Books
- 1894 – Rudyard Kipling: Das Dschungelbuch (The Jungle Book)
- 1894 – G. A. Henty: Through the Sikh War, A Tale of the Conquest of the Punjab
- 1895 – Rudyard Kipling: The Second Jungle Book
- 1897 – Rudyard Kipling: Captains Courageous
- 1898 – Edith Nesbit: The Story of the Treasure Seekers
- 1899 – Rudyard Kipling: Stalky & Co.
- 1899 – Edith Nesbit: The Wouldbegoods

## 1901–1914: Edwardianische Zeit
- 1902 – Edith Nesbit: Der Sandelf (Five Children and It)
- 1902 – Rudyard Kipling: Geschichten für den allerliebsten Liebling (Just So Stories for Little Children)
- 1902 – Beatrix Potter: The Tale of Peter Rabbit
- 1903 – Beatrix Potter: The Tailor of Gloucester
- 1903 – Beatrix Potter: The Tale of Squirrel Nutkin
- 1904 – J. M. Barrie: Peter Pan, or The Boy Whou Wouldn’t Grow Up
- 1904 – Edith Nesbit: The Phoenix and the Carpet
- 1905 – Edith Nesbit: The Railway Children
- 1905 – Beatrix Potter: The Tale of Mrs. Tiggy-Winkle
- 1905 – Beatrix Potter: The Tale of the Pie and the Patty-Pan
- 1906 – Edith Nesbit: The Story of the Amulet
- 1906 – J. M. Barrie: Peter Pan in Kensington Gardens
- 1906 – Edith Nesbit: The Railway Children
- 1906 – Edith Nesbit: The Story of the Amulet
- 1907 – Edith Nesbit: The Enchanted Castle
- 1907 – Beatrix Potter: The Tale of Tom Kitten
- 1908 – Kenneth Grahame: Der Wind in den Weiden (The Wind in the Willows)
- 1911 – J. M. Barrie: Peter and Wendy
- 1912 – Edith Nesbit: The Magic World

## 1914–1945: Moderne
- 1920 – Angela Brazil: A Popular Schoolgirl
- 1920 – Elsie J. Oxenham: The Abbey Girls
- 1921 – Dorita Fairlie Bruce: Dimsie Moves Up
- 1922 – Richmal Crompton: Just William
- 1925 – Dorita Fairlie Bruce: Dimsie Goes To School (originally The Senior Prefect (1921))
- 1925 – Elinor Brent-Dyer: The School at the Chalet
- 1926 – Alan Alexander Milne: Pu der Bär (Winnie-the-Pooh)
- 1928 – Evadne Price: Just Jane
- 1928 – Alan Alexander Milne: The House at Pooh Corner
- 1930 – Arthur Ransome: Swallows and Amazons
- 1932 – W. E. Johns: The Camels are Coming
- 1935 – W. E. Johns: Biggles Flies East
- 1936 – Erstmalige Verleihung der Carnegie Medal
- 1936 – Arthur Ransome: Pigeon Post
- 1937 – Eve Garnett: Abenteuer der Familie Ruggles (The Family from One End Street)
- 1937 – J.R.R. Tolkien: Der Hobbit (The Hobbit or There and Back Again)
- 1938 – Enid Blyton: Die verwegenen Vier reißen aus (The Secret Island)
- 1938 – Noel Streatfeild: The Circus is Coming
- 1939 – Eleanor Doorly: Madame Curie, die das Radium fand (Radium Woman)
- 1940 – Kitty Barne: Visitors from London
- 1940 – Enid Blyton: Lissy will mit dem Kopf durch die Wand (The Naughtiest Girl in the School)
- 1944 – Enid Blyton: Hanni und Nanni sind immer dagegen (The Twins at St. Clare’s)
- 1941 – Mary Treadgold: We Couldn't Leave Dinah
- 1942 – Denys Watkins-Pitchford: Die Wichtelreise (The Little Grey Men)
- 1942 – Enid Blyton: Fünf Freunde erforschen die Schatzinsel (Five on a Treasure Island)
- 1942ff – Reverend W. Awdry: Thomas, die kleine Lokomotive (The Railway Series)
- 1943 – Enid Blyton: Geheimnis um einen nächtlichen Brand (The Mystery of the Burnt Cottage)
- 1944 – Eric Linklater: Wind im Mond (The Wind on the Moon)
- 1944 – Denys Watkins-Pitchford: Brendon Chase
- 1944 – Enid Blyton: Die Insel der Abenteuer (The Island of Adventure)

## 1945–2000
- 1946 – Enid Blyton: Dolly sucht eine Freundin (First Term at Malory Towers)
- 1946 – Elizabeth Goudge: Das kleine weiße Pferd (The Little White Horse)
- 1947 – Walter de la Mare: Seltsame Geschichten (Collected Stories for Children)
- 1947 – Frank Richards: Billy Bunter of Greyfriars School
- 1948 – Richard Armstrong: Sea Change
- 1949 – Agnes Allen: The Story of Your Home
- 1949 – Enid Blyton: Die Schwarze Sieben (The Secret Seven)
- 1949 – Enid Blyton: Rätsel um das verlassene Haus (The Rockingdown Mystery)
- 1950 – Elfrida Vipont: Kit am Ziel (The Lark on the Wing)
- 1951 – Cynthia Harnett: Nicolas und die Wollschmuggler (The Woolpack)
- 1951 – C. S. Lewis: Prinz Kaspian von Narnia (Prince Caspian)
- 1952 – Mary Norton: Die Borgmännchen (The Borrowers)
- 1952 – C. S. Lewis: Die Reise auf der Morgenröte (The Voyage of the Dawn Treader)
- 1953 – Edward Osmond: A Valley Grows Up
- 1953 – C. S. Lewis: Der silberne Sessel (The Silver Chair)
- 1954 – Ronald Welch: Im Reiche der Kreuzritter (Knight Crusader)
- 1954 – C. S. Lewis: Der Ritt nach Narnia (The Horse and His Boy)
- 1954 – J.R.R. Tolkien: Der Herr der Ringe (The Lord of the Rings)
- 1955 – Eleanor Farjeon: Verzauberte Welt (The Little Bookroom)
- 1955 – C. S. Lewis: Das Wunder von Narnia (The Magician's Nephew)
- 1956 – Erstmalige Verleihung der Kate Greenaway Medal für Illustration
- 1956 – Edward Ardizzone: Tim All Alone
- 1956 – C. S. Lewis: Der letzte Kampf (The Last Battle)
- 1957 – V. H. Drummond: Mrs Easter and the Storks
- 1957 – William Mayne: Das Wirtshaus zum Einhorn (A Grass Rope)
- 1958 – Philippa Pearce: Als die Uhr dreizehn schlug (Tom's Midnight Garden)
- 1959 – William Stobbs: Kashtanka and A Bundle of Ballads
- 1959 – Rosemary Sutcliff: Drachenschiffe drohen am Horizont (The Lantern Bearers)
- 1960 – I. W. Cornwall: The Making of Man
- 1960 – Gerald Rose: Old Winkle and the Seagulls
- 1961 – Lucy M. Boston: A Stranger at Green Knowe
- 1961 – Roald Dahl: James und der Riesenpfirsich (James and the Giant Peach)
- 1961 – Philippa Pearce, Antony Maitland: Mrs. Cockle's Cat
- 1962 – Pauline Clarke: Die Zwölf vom Dachboden (The Twelve and the Genii)
- 1962 – Brian Wildsmith: A.B.C
- 1963 – Joan Aiken: Wölfe ums Schloss (The Wolves of Willoughby Chase)
- 1963 – John Burningham: Borka: The Adventures of a Goose With No Feathers
- 1963 – Hester Burton: Time of Trial
- 1964 – Roald Dahl: Charlie und die Schokoladenfabrik (Charlie and the Chocolate Factory)
- 1964 – C. Walter Hodges: Shakespeare's Theatre
- 1964 – Sheena Porter: Das Mädchen mit dem Schäferhund (Nordy Bank)
- 1965 – Victor Ambrus: The Three Poor Tailors
- 1965 – Philip Turner: The Grange at High Force
- 1966 – Raymond Briggs: Mother Goose Treasury
- 1966 – Leon Garfield: Devil-in-the-Fog
- 1967 – Erstmalige Verleihung des Guardian Award
- 1967 – Alan Garner: Eulenzauber (The Owl Service)
- 1967 – Charles Keeping: Charley, Charlotte and the Golden Canary
- 1967 – K. M. Peyton: Flambards
- 1968 – Joan Aiken: The Whispering Mountain
- 1968 –  Rosemary Harris: Wolken vor dem Mond (The Moon in the Cloud)
- 1968 – Grant Uden, Pauline Baynes: Dictionary of Chivalry
- 1969 – Helen Oxenbury: The Quangle Wangle's hat and The Dragon of an Ordinary Family
- 1969 – Kathleen M. Peyton: Christina und der Bruchpilot (The Edge of the Cloud)
- 1969 – Joan Aiken: Träume süß, kleine Meggie (Night Fall)
- 1970 – John Burningham: Die Kahnfahrt (Mr Gumpy's Outing)
- 1970 – John Christopher: Die Wächter (The Guardians)
- 1970 – Leon Garfield, Edward Blishen: The God Beneath the Sea
- 1971 – Joan Aiken, Jan Pienkowski: The Kingdom under the Sea
- 1971 – Gillian Avery: A Likely Lad
- 1972 – Richard Adams: Unten am Fluss (Watership Down)
- 1972 – Krystyna Turska: The Woodcutter's Duck
- 1973 – Raymond Briggs: Father Christmas
- 1973 – Penelope Lively: Verflixt noch mal, wer spukt denn da? (The Ghost of Thomas Kempe)
- 1973 – Barbara Willard: The Iron Lily
- 1974 – Winifred Cawley: Gran at Coalgate
- 1974 – Roald Dahl: The Upsidedown Mice
- 1974 – Pat Hutchins: The Wind Blew
- 1975 – Victor Ambrus: Horses in Battle und Mishka
- 1975 – Roald Dahl: Danny oder Die Fasanenjagd (Danny the Champion of the World)
- 1975 – Robert Westall: Der Feind (The Machine Gunners)
- 1976 – Peter Dickinson: The Blue Hawk
- 1976 – Gail E. Haley: The Post Office Cat
- 1976 – Jan Mark: Thunder and Lightnings
- 1977 – Nina Bawden: Das Pfefferminzschweinchen (The Peppermint Pig)
- 1977 – Shirley Hughes: Dogger
- 1977 – Gene Kemp: Mensch, Theo! (The Turbulent Term of Tyke Tiler)
- 1977 – Diana Wynne Jones: Neun Leben für den Zauberer (Charmed Life)
- 1978 – Allan Ahlberg, Janet Ahlberg: Suchen, suchen, Pflaumenkuchen (Each Peach Pear Plum)
- 1978 – Andrew Davies: Conrad's War
- 1978 – David Rees: The Exeter Blitz
- 1979 – Erstmalige Verleihung des Mother Goose Award für Bilderbücher
- 1979 – Peter Dickinson: Die Dämonen von Dong Pe (Tulku)
- 1979 – Jan Pienkowski: The Haunted House
- 1979 – Ann Schlee: The Vandal
- 1980 – Quentin Blake: Mr Magnolia
- 1980 – Peter Carter: The Sentinels
- 1980 – Roald Dahl: Die Zwicks stehen Kopf (The Twits)
- 1980 – Peter Dickinson: City of Gold, Gollancz
- 1981 – Erstmalige Verleihung des Red House Children’s Book Award für Kinderliteratur
- 1981 – Charles Keeping: The Highwayman
- 1981 – Michelle Magorian: Goodnight Mr Tom
- 1981 – Robert Westall: Die Vogelscheuchen (The Scarecrows)
- 1982 – Roald Dahl: Sophiechen und der Riese (The BFG)
- 1982 – Michael Foreman: Long Neck and Thunder Foot and Sleeping Beauty and Other Favourite Fairy Tales
- 1982 – Rod Campbell: Lieber Zoo (Dear Zoo)
- 1983 – Anthony Browne: Gorilla
- 1983 – Roald Dahl: Hexen hexen (The Witches)
- 1983 – Dick King-Smith: Schwein gehabt (The Sheep-Pig)
- 1983 – Jan Mark: Handles
- 1984 – Ted Hughes: What is the Truth
- 1984 – Henry Wadsworth Longfellow, Errol Le Cain: Hiawatha's Childhood
- 1985 – Erstmalige Verleihung des Nestlé Smarties Book Prize für Kinderliteratur
- 1985 – Kevin Crossley-Holland: Storm
- 1985 – Selina Hastings, Juan Wijngaard: Sir Gawain and the Loathly Lady
- 1985 – Ann Pilling: Henry's Leg
- 1986 – Berlie Doherty: Taube im Sommerlicht (Granny was a Buffer Girl)
- 1986 – Fiona French: Snow White in New York
- 1986 – Martin Handford: Wo ist Walter? (Where's Wally?)
- 1987 – Erstmalige Auszeichnung des Lancashire Children’s Book of the Year
- 1987 – Mwenye Hadithi, Adrienne Kennaway: Crafty Chameleon
- 1987ff – Brian Jacques: Redwall-Serie
- 1987 – Susan Price: The Ghost Drum
- 1987 – Ruth Thomas: The Runaways
- 1988 – Roald Dahl: Matilda (Matilda)
- 1988 – Geraldine McCaughrean: Lauter Lügen (A Pack of Lies)
- 1988 – Martin Waddell, Barbara Firth: Can't You Sleep Little Bear?
- 1989 – Anne Fine: Der Neue (Goggle-eyes)
- 1989 – Michael Foreman: War Boy: a Country Childhood
- 1990 – Erstmalige Auszeichnung des British Children’s Author of the Year
- 1990 – Gillian Cross: Tochter des Wolfes (Wolf)
- 1990 – Dyan Sheldon, Gary Blythe: The Whales' Song
- 1990 – Robert Westall: The Kingdom by the Sea
- 1991 – Erstmalige Auszeichnung des British Illustrated Children’s Book of the Year
- 1991 – Janet Ahlberg: The Jolly Christmas Postman
- 1991 – Rachel Anderson: Paper Faces
- 1991 – Berlie Doherty: Dear Nobody (Dear Nobody)
- 1991 – Hilary McKay: Vier verrückte Schwestern (The Exiles)
- 1992 – Anthony Browne: Zoo
- 1992 – Anne Fine: Das Baby-Projekt (Flour Babies)
- 1992 – William Mayne: Low Tide
- 1993 – Rosemary Sutcliff, Alan Lee: Black Ships Before Troy
- 1993 – Robert Swindells: Eiskalt (Stone Cold)
- 1993 – Sylvia Waugh: The Mennyms
- 1994 – Libby Hathorn, Gregory Rogers: Way Home
- 1994 – Lesley Howarth: MapHead
- 1995 – Alison Prince: The Sherwood Hero
- 1995 – Philip Pullman: Der goldene Kompass (His Dark Materials: Book 1 Northern Lights)
- 1995 – Susan Wojciechowski, P. J. Lynch: The Christmas Miracle of Jonathan Toomey
- 1996 – Erstmalige Auszeichnung des British Children’s Book of the Year
- 1996 – Erstmalige Verleihung des Marsh Award for Children’s Literature in Translation (Übersetzungspreis)
- 1996 – Melvin Burgess: Junk (Junk)
- 1996 – Helen Cooper: The Baby Who Wouldn't Go To Bed
- 1997 – Erstmalige Auszeichnung des Stockton Children’s Book of the Year für Taschenbuchausgaben von Kinderliteratur
- 1997 – Tim Bowler: River Boy (River Boy)
- 1997 – Amy Hest, P. J. Lynch: When Jessie Came Across the Sea
- 1997 – Joanne K. Rowling: Harry Potter und der Stein der Weisen (Harry Potter and the Philosopher’s Stone)
- 1998 – David Almond: Zeit des Mondes (Skellig)
- 1998 – Henrietta Branford: Fire, Bed and Bone
- 1998 – Helen Cooper: Pumpkin Soup
- 1998 – Susan Price: The Sterkarm Handshake
- 1998 – Joanne K. Rowling: Harry Potter und die Kammer des Schreckens (Harry Potter and the Chamber of Secrets)
- 1999 – Erstmalige Verleihung des Booktrust Early Years Award für Bilderbücher
- 1999 – Erstmalige Auszeichnung des Children’s Laureate
- 1999 – Lewis Carroll, Helen Oxenbury: Alice's Adventures in Wonderland
- 1999 – Aidan Chambers: Nachricht aus dem Niemandsland (Postcards From No Man's Land)
- 1999 – Joanne K. Rowling: Harry Potter und der Gefangene von Askaban (Harry Potter and the Prisoner of Azkaban)
- 1999 – Jacqueline Wilson: The Illustrated Mum
- 2000 – Erstmalige Verleihung des Blue Peter Book Award für Kinderliteratur
- 2000 – Erstmalige Verleihung des Branford Boase Award für fiktionale Jugendliteratur
- 2000 – Erstmalige Veranstaltung der Henrietta Branford Writing Competition
- 2000 – Lauren Child: I Will Not Ever Never Eat a Tomato – Charlie and Lola
- 2000 – Kevin Crossley-Holland: Artus – Der magische Spiegel (The Seeing Stone)
- 2000ff – Alex Rider: Alex-Rider-Serie
- 2000 – Beverley Naidoo: Die andere Wahrheit (The Other Side of Truth)
- 2000 – Joanne K. Rowling: Harry Potter und der Feuerkelch (Harry Potter and the Goblet of Fire)

## Gegenwart
- 2001 – Richard Platt, Chris Riddell: Pirate Diary
- 2001 – Terry Pratchett: Maurice, der Kater (The Amazing Maurice and his Educated Rodents)
- 2001 – Gründung des internationalen literaturfestivals berlin mit einem umfangreichen Kinder- und Jugendprogramm, bis heute eins der wichtigsten Foren deutschlandweit für englischsprachige Kinder- und Jugendbuchautoren
- 2002 – Bob Graham: Jethro Byrde, Fairy Child
- 2003 – Erstmalige Verleihung des Booktrust Teenage Prize für Literatur für junge Erwachsene
- 2003 – Erstmalige Verleihung des Hampshire Book Award für Taschenbuchausgaben von Kinderliteratur
- 2003 – Mark Haddon: Supergute Tage oder Die sonderbare Welt des Christopher Boone (The Curious Incident of the Dog in the Night-time)
- 2003 – Shirley Hughes: Ella's Big Chance
- 2003 – Joanne K. Rowling: Harry Potter und der Orden des Phönix (Harry Potter and the Order of the Phoenix)
- 2003 – Jonathan Stroud: Bartimäus-Serie
- 2004 – Erstmalige Verleihung des Hampshire Illustrated Book Award
- 2004 – Frank Cottrell Boyce: Millionen (Millions)
- 2004 – Martin Jenkins, Chris Riddell: Jonathan Swift's „Gulliver“
- 2004 – Robert Muchamore: Top-Secret-Serie
- 2004 – Meg Rosoff: How I Live Now
- 2005 – Erstmalige Verleihung des Bolton Children’s Book Award für Taschenbuchausgaben von Kinderliteratur
- 2005 – Emily Gravett: Wolves
- 2005 – Mal Peet: Tamar
- 2005 – Joanne K. Rowling: Harry Potter und der Halbblutprinz (Harry Potter and the Half-Blood Prince)
- 2005 – Kate Thompson: Zwischen den Zeiten (The New Policeman)
- 2006 – Erstmalige Verleihung des Manchester Book Award für Kinderliteratur
- 2005 – Erstmalige Verleihung des Waterstone’s Children’s Book Prize für Kinderliteratur
- 2006 – Philip Reeve: A Darkling Plain
- 2006 – Meg Rosoff: Gwyna – im Dienste des Zauberers (Just in Case)
- 2007 – Mini Grey: The Adventures of the Dish and the Spoon
- 2007 – Philip Reeve: Here Lies Arthur
- 2007 – Joanne K. Rowling: Harry Potter und die Heiligtümer des Todes (Harry Potter and the Deathly Hallows)
- 2007 – Meg Rosoff: Was wäre wenn (Just in Case)
- 2007 – Jenny Valentine: Finding Violet Park
- 2008 – Emily Gravett: Little Mouse's Big Book of Fears
- 2008 – Patrick Ness: The Knife of Never Letting Go
- 2008 – Joanne K. Rowling: Die Märchen von Beedle dem Barden (The Tales of Beedle the Bard)
- 2014 – David Almond: A Song for Ella Grey
- 2018 – Connie Glynn: Prinzessin undercover – Geheimnisse (Undercover Princess)